# مهج الدعوات ومنهج العبادات (كتاب)
مُهَجُ الدّعَوات وَمَنهَجُ العِبادات هو من مؤلّفات السيد ابن طاووس المتوفى سنة 664هـ، والكتاب شامل للأدعية والأحراز المروية عن النبي وأئمة الشيعة، كما أنّه يذكر بعض ما نُقل عن غير الأئمة أيضاً من المجرّبات. الكتاب كان ولايزال محطّ اعتماد العلماء والمحققين.

## حول المؤلف
هو السيد رضي الدين، علي بن موسى بن جعفر بن طاووس المعروف بالسيد ابن طاووس المتوفى في الخامس من ذي القعدة سنة 664 هـ، وهو من أحفاد الحسن بن علي بن أبي طالب وعلي بن الحسين بن علي بن أبي طالب ومن كبار شخصيات الشيعة وعلماءالإمامية، له مؤلّفات عديدة ومن جملتها: اللهوف على قتلى الطفوف وإقبال الأعمال.

## الهدف من تأليف الكتاب
يقول السيد ابن طاووس في المقدمة:
«فإنني كنت علقت في أوقات رياض العقول ونقلت من خزائن بياض المنقول من الأحراز والقنوتات والحجب والدعوات المعظمة عن النبي والأئمة النجب ومهمات من الضراعات المتفرقة في الكتب، ما هو كالمهج لأجسادها والمنهج لمرتادها، وكانت متفرقة في أقطارأماكن ومتمزقة في أقطار مساكن فرأيت بالله أن أونس وحشتها جمع شملها، وأرد غربتها بضمها إلى شكلها؛ لأنها إذاكانت في وطن جامع مصون، ومسكن واسع مأمون، كان أسعد لمن يريد المجالسة لفوائدها، والمنافسة في شرف موائدها، وسميته كتاب مهج الدعوات ومنهج العبادات ولم أشهرها بالأبواب والفصول، بل جعلتها روضة تزهر لذوي الألباب والعقول، وكأنها كالباب للوصول إلى الظفر بالمحصول».

## أسلوب تأليف الكتاب
يبدأ السيد ابن طاووس كل موضوع بما روي عن النبي ﷺ ويتنهي بما ورد عن الإمام المهدي، ويُعقّب بما هو منقول عن غير أئمة الشيعة.
وكذلك الحال فيما ينقله من الأحراز عن المعصومين وأيضاً أدعية وأذكار نقلها من كتب مختلفة عنونها بعنوان (أدعية متفرقة).
وفي نهاية الكتاب خصّص بعض الفصول للحديث عن أوقات استجابة الدعاء وصفات الدّاعي... وغيرها.

## عناوين الكتاب
- أحراز النبي والأئمة
- حرز خديجة
- أحراز فاطمة الزهراء
- أحراز أمير المؤمنين
- أحراز الإمامين الحسن والحسين
- أحراز الإمام زين العابدين
- حرز الإمام محمد بن علي الباقر
- حرز الإمام جعفر الصادق
- حرز الإمام موسی بن جعفر
- حرز الإمام علي بن موسى الرضا
- حرز الإمام محمد بن علي الجواد
- حرز الإمام علي بن محمد النقي
- حرز الإمام الحسن بن علي العسكري
- حرز الإمام القائم
- ذكر قنوتات الأئمة الطاهرين
- أدعية النبي
- دعاء النبي في يوم الأحزاب
- عوذة مجربة عن النبي.
- أحراز ودعوات عن أمير المؤمنين (علي بن أبي طالب)
- أحراز ودعوات فاطمة الزهراء
- أدعية الإمام الحسن بن علي بن أبي طالب
- ذكر دعاء العشرات
- أدعية الإمام الحسين بن علي بن أبي طالب
- أدعية الإمام علي بن الحسين
- أدعية الإمام الباقر
- أدعية الإمام الصادق
- ذكر دعاء الحجاب
- أدعية الإمام الكاظم
- خبر دعاء الجوشن وفضله وما لقارئه ولحامله من الثواب
- أدعية الإمام الرضا
- أدعية الإمام الجواد
- المناجاة للاستخارة
- المناجاة بالاستقالة
- المناجاة بالسفر
- المناجاة في طلب الرزق
- المناجاة بالاستعاذة
- المناجاة بطلب التوبة
- المناجاة بطلب الحج
- المناجاة بكشف الظلم
- المناجاة بالشكر لله تعالى
- المناجاة بطلب الحوائج
- أدعية الإمام الهادي
- أدعية الإمام العسكري
- أدعية الإمام المهدي
- في الحجب المروية عن النبي والأئمة
- حجاب رسول الله
- حجاب أمير المؤمنين علي بن أبي طالب
- حجاب الحسن بن علي
- حجاب الحسين بن علي
- حجاب علي بن الحسين
- حجاب محمد بن علي الباقر
- حجاب جعفر بن محمد
- حجاب موسى بن جعفر
- حجاب علي بن موسى
- حجاب محمد بن علي
- حجاب علي بن محمد
- حجاب الحسن بن علي العسكري
- حجاب مولانا صاحب الزمان
- ذكر دعوات وردت على خاطري
- دعاء آدم حين تلقى من ربه كلمات
- دعاء نوح
- دعاء إدريس
- دعاء إبراهيم
- دعاء يوسف لما ألقي في الجب
- دعاء يعقوب لما ردّ الله عليه يوسف
- دعاء موسى بن عمران
- دعاء يوشع بن نون وصي موسى
- دعاء الخضر وإلياس
- دعاء يونس بن متى
- دعاء داود على وصف التحميد
- دعاء آصف وصي سليمان بن داود
- دعاء عيسى بن مريم
- دعاء سلمان الفارسي الذي علمه النبي
- دعاء المأسور بأرض الروم
- ذكر الاسم الأعظم
- دعاء العافية
- ما يدعى به زمن الغيبة
- دعوات جرت في خاطر المؤلف السيد ابن طاووس
- فصل في أوقات الدعوات في كثير من الأوقات
- ذكر ما في الشفاء بماء المطر في نيسان والدعا في حزيران
- فصل في أوقات الدعوات للإجابات فيما يأتي من كل سنة مرة واحدة
- فصل في صفات الداعي[6]

## اقرأ أيضا
- كتاب جامع السعادات تأليف ملا مهدي النراقي